# Везенберг-Лунд, Карл
Карл Везенберг-Лунд (дат. Carl Wesenberg-Lund; 22 декабря 1867, Копенгаген — 12 ноября 1955, Хиллерёд) — датский гидробиолог и эколог; доктор философии, профессор лимнологии Копенгагенского университета. Член Датской королевской, Шведской, Прусской академий наук и Леопольдины.

## Биография
Карл Везенберг-Лунд родился 22 декабря 1867 года в городе Копенгагене.
По окончании Копенгагенского университета стал работать на пресноводной биологической станции альма-матер в Гиллерё, а затем стал её директором. Являлся крупнейшим исследователем жизни и экологии пресных вод. 
Ряд больших монографий Везенберга-Лунда посвящены систематике и морфологии различных пресноводных организмов: простейших («Contributions to the Biology of Zoothamnium», 1925), коловраток (1923), ветвистоусых раков (1926), гидрахнид (1919), амфибий (1922) и целого ряда водных насекомых. Сводку своих энтомологических работ он издал в книге «Insektlivet i Ferske Vande» (1915). 
В первом издании «БСЭ» в статье об учёном сказано следующее: «В.-Л. считается лучшим знатоком озёрного планктона, — его «Studier over de Danske Søers Plankton» (1904) и «Plankton Investigations» (1908) — настольные книги всякого гидробиолога». 
Его «Furesø studier» (1917) представляет всестороннее описание одного из датских озер. Везенберг-Лунд постоянно сотрудничал с различными научно-популярными журналами. В 1922 году им была также написана популярная лимнобиология: «Fra Sø og Аа». В 1932 году стал почётным доктором Уппсальского университета.
Карл Везенберг-Лунд умер 12 ноября 1955 года в Хиллерёде.
Заслуги учёного были отмечены датским рыцарским орденом Данеброг.